# Joachim Sauer
Joachim Sauer (Hosena, Senftenberg, 19 de abril de 1949) é um químico quântico alemão, professor titular da Universidade Humboldt de Berlim e primeiro-cavalheiro da Alemanha de 2005 a 2021. É o marido da ex-chanceler alemã Angela Merkel.

## Carreira científica
Sauer cursou química no período de 1967-1972 na Universidade Humboldt de Berlim e obteve um doutorado em química em 1974. Continuou a fazer pesquisa até 1977, quando entrou para a Academia de Ciências, Instituto Central de Físico-Química, em Berlim, um dos principais institutos científicos da ex RDA (Alemanha Oriental).
Por um breve período, durante e depois da reunificação alemã (1990-1991), foi o Diretor Técnico Adjunto (Catálise e sorção) para Biosym Technologies, San Diego / EUA (agora Accelrys). Atualmente, atuou como conselheiro para Biosym até 2002.
Em 1992 ele se juntou à Sociedade Max Planck como Chefe do Grupo de Química Quântica, em Berlim. Desde 1993 é professor catedrático de Química Física e Teórica da Universidade Humboldt de Berlim. É um pesquisador ativo em química quântica e química computacional. Os seus estudos computacionais permitiram uma melhor compreensão das estruturas e actividades de alguns catalisadores, tal como zeólitos e, portanto, em especial quando aplicadas aos seus sítios ácidos, [1], bem como a interpretação de espectros de RMN de estado sólido de Si-núcleo 29, e os núcleos de quadripolar tal como Na-23, [2] Al-27 e S-17.

## Vida pessoal
De um casamento anterior com uma colega química, Sauer tem dois filhos, Daniel e Adrian. Em 30 de dezembro de 1998, casou com Angela Merkel (ela própria um doutor em física com quem já havia trabalhado em um pesquisa sobre química quântica), que mais tarde tornou-se presidente da União Democrática Cristã e em 22 de novembro de 2005, a primeira mulher chanceler da Alemanha.